# Paurolepis filifolia
Paurolepis es un género monotípico de plantas fanerógamas perteneciente a la familia de las asteráceas. Su única especie: Paurolepis filifolia, es originaria de Zambia.

## Descripción
Es una hierba perennifolia arbustiva que alcanza un tamaño de 60 cm de altura desde un rizoma leñoso. Tiene tallos anuales,  muy ramificados,  llegando a ser acanalado, seríceo; indumento de tallo corto en forma de T con pelos largos ventralmente aplanados. Hojas alternas, sésiles, en su mayoría de 2-6 cm de largo y menos de 0,1 cm de ancho, filiforme lineal con márgenes fuertemente revolutos, superficie superior escasamente piloso-pubérulas pronto glabrescentes, la superficie inferior serícea a flocosa-lanuda. Capitulescencias laxas, en cimas corimbiformes. Involucros 4-5 x 5 mm,  Corola exerta encima del involucro, de color malva, morado a veces, de 6-9 mm. largo, con forma de embudo por encima y por debajo poco tubular. Los frutos son aquenios de 2 mm. largo; vilano persistente, a menudo de muchas escamas superpuestas, moradas o marrones,  de 0,6 mm de largo.

## Hábitat
Se encuentra en las laderas rocosas y afloramientos de miombo.

## Taxonomía
Paurolepis filifolia fue descrita por (R.E.Fr.) Wild & G.V.Pope y publicado en Kirkia 10: 316. 1977.
Sinonimia
- Gutenbergia filifolia (R.E.Fr.) C.Jeffrey
- Herderia filifolia R.E.Fr.	basónimo
- Paurolepis angusta S.Moore